# Chrysopa amabilis
Chrysopa amabilis är en insektsart som beskrevs av Banks 1938. Chrysopa amabilis ingår i släktet Chrysopa och familjen guldögonsländor. Inga underarter finns listade i Catalogue of Life.